# Symfonie nr. 4 (Terterian)
Avet Rubeni Terterian voltooide zijn Symfonie nr. 4 in 1976.

## Inleiding
Terterian zou acht symfonieen componeren, waarbij de nrs. 3 en 4 elkaar binnen een jaar opvolgden. Terterian, collega van Gia Kantsjeli en Tirgran Mansurian, leefde in die periode als een kluizenaar, mede door het overlijden van zijn broer Herman, aan wie Symfonie nr. 3 is opgedragen. Symfonie nr. 4 gaat volgens opgave van de componist verder; die het omschreef als een innerlijke reflectie met (luid) geluid en veel stille passages.
Het werk begint dermate stil, dat de luisteraar bewust wordt van de geluiden in zijn/haar omgeving. De opening is weggelegd voor buisklokken, die door haar pianissimo nauwelijks hoorbaar zijn, wel waarneembaar. Pas in de zesde minuut wordt de orkestklanken goed hoorbaar, doch de aanslagen van een xylofoon steken daar ruimschoots boven uit. De klank groeit door tot in de achtste minuut, daarna ebben de klanken weer langzaam weg. Officieel kent het werk maar één deel, een kentering vindt echter duidelijk plaats na “maat” 92 (het werk kent van origine geen maatindeling). In dit segment zijn (ook weer op de achtergrond) signalen te horen van de hoorn. Het slotsegment vanaf “maat 118” laat weer een ander geluid horen. Hier speelt het slagwerk een belangrijke rol. Opnieuw vanuit de verte komt de trom opdoemen, leidend tot een gewelddadige uitbarsting. Ook deze uitbarsting komt tot bedaren waarna nog bijdrage van basklarinet en contrafagot volgt. Het eerst oprukkende slagwerk gaat weer verloren in de verte. De symfonie eindigt met de vier wegstervende buisklokslagen uit het begin; de cirkel is rond. Een belangrijke stem in het werk is weggelegd voor het klavecimbel, een muziekinstrument dat in de klassieke muziek nauwelijks in symfonieën de hoofdtoon voert; het lijkt of het instrument gedurende het gehele werk te horen is, op voor-, achter- en weer voorgrond.
Het werk duurt ongeveer 26 tot 34 minuten en is opgedragen aan dirigent David Khandjan, die met het Symfonieorkest van Armenië de première verzorgde op 19 november 1976 in Jerevan. Destijds waren in het werk twee zangpartijen opgenomen, terwijl het klavecimbel nog weggelaten was.   
In 1984 herzag de componist het werk en is de instrumentatie als volgt:
- 3 dwarsfluiten, 3 hobo (III ook althobo), 4 klarinetten (III ook es-klarinet, IV ook basklarinet), 3 fagotten (III ook contrafagot)
- 4 hoorn, 3 trompetten, 3 trombones en tuba
- 4 pauken, percussie, celesta, piano, orgel, klavecimbel
- minimaal 14 eerste violen, 12 tweede violen, 10 altviolen, 10 celli, 6 contrabassen
- tape voor de klokken

Het werk kent meerdere opnamen:
- David Khandjan, Staatssymfonieorkest van Armenië
- Gennadi Rozjdestvenski met het Symfonieorkest van het Ministerie van Cultuur
- Loris Tjeknavorian met het Armeens Philharmonisch Orkest (samen met symfonie nr. 3); opname 12 en 13 maart 1996, ten opzichte van onderstaande opname vrij luid (ASV 986; tekst boekwerkje van Ates Orga 1997; 34 minuten)
- Kirill Karabits met het Bournemouth Symphony Orchestra (Chandos, opname 2019 (samen met symfonie nr. 3); een opvallend rustige opname van 26 minuten